# Selección de rugby league de Estados Unidos
La selección de rugby league de Estados Unidos, conocida como Hawks (halcones), es el representante de dicho país en los campeonatos oficiales.
Esta regulada por la USA Rugby League.
Actualmente ocupa la posición 15° en el ranking mundial de la Rugby League International Federation.

## Participación en copas
| Rugby League XIII Copa del Mundo de Rugby League 1954 al 1995 : sin participación 2000 al 2008 : no clasificó 2013 : Cuartos de final 2017 : Fase de grupos 2021 : no clasificó Mundial de Naciones Emergentes 1995 : Fase de grupos 2000 : 3° puesto Americas Rugby League Championship 2016 : Campeón 2017 : Campeón Estados Unidos 2018 : 2° puesto Atlantic Cup Copa del Atlántico 2009 : Campeón Copa del Atlántico 2010 : Campeón | Rugby League IX Copa del Mundo de Rugby 9 2019 : Fase de grupos Americas Rugby League Championship 2019 : Campeón |

## Palmarés
- Americas Rugby League Championship (3): 2016, 2017, 2019
- Atlantic Cup (2): 2009, 2010
- Colonial Cup (6): 2010, 2011, 2012, 2013, 2016, 2017